# アラシャ

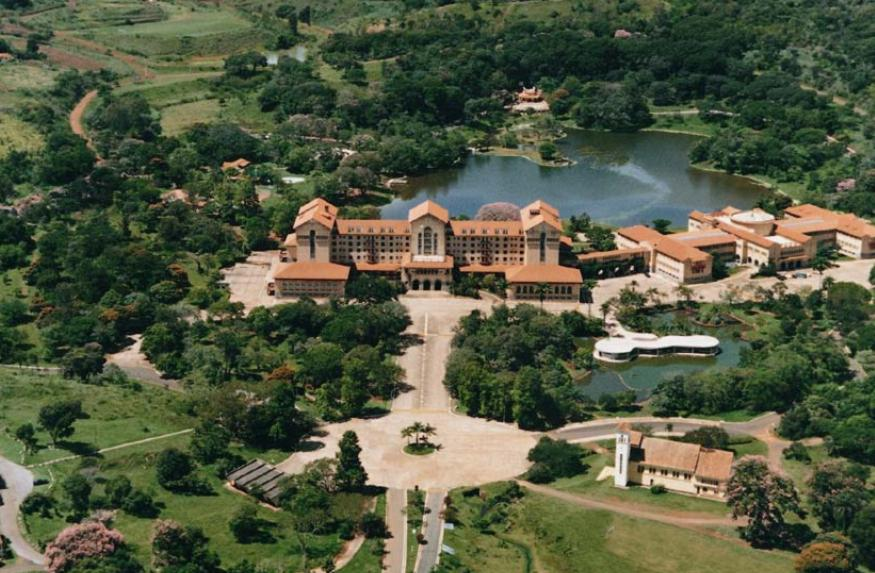
アラシャのグランドホテル

アラシャ(ポルトガル語：Araxá）はブラジルのミナスジェライス州の自治体。
2018年のIBGE（ブラジル地理統計研究所）による推定人口は105,083人で、自治体の面積は1,283平方キロメートル（495平方マイル）で、3.45平方キロメートル（1.33平方マイル）が都市の境界を構成している。

## 地理
市内中心部の標高は973メートル。自治体で最高標高は1,359メートルのセラダボカイナであり、最低点は910メートルのカピバラ川である。2004年の年間平均気温は20.98度だった。年間降水量は1,905ミリメートルだった。

## 気候
標高973メートルに位置するアラシャは、湿度の高い亜熱帯気候でケッペンの気候区分ではCwaに属する年間を通じて快適な気候である。年間平均気温は21°Cで、平均年間降水量は1550mmで、10～3月の南半球の春から夏の期間に集中的に降り12月と1月は300mmに達する、6～8月は乾季になりほとんど雨が降らない。

## 水路
アラシャはリオグランデ川流域とパラナイバ川流域の2つの大きな水路流域間にある。
雨季と乾季で川の変動が激しく水上輸送は行われていない。
アラシャには水源を保護するために特別な保護地域がある。

## 交通
アラシャは戦略的な交通の要所で5本の高速道路BR-262、BR-452、MG-428、MG-341、BR-146が主要都市と連絡している。
アラシャ空港がありウベラバ、ベロオリゾンテ、サンパウロと空路で結ばれている。

## 産業

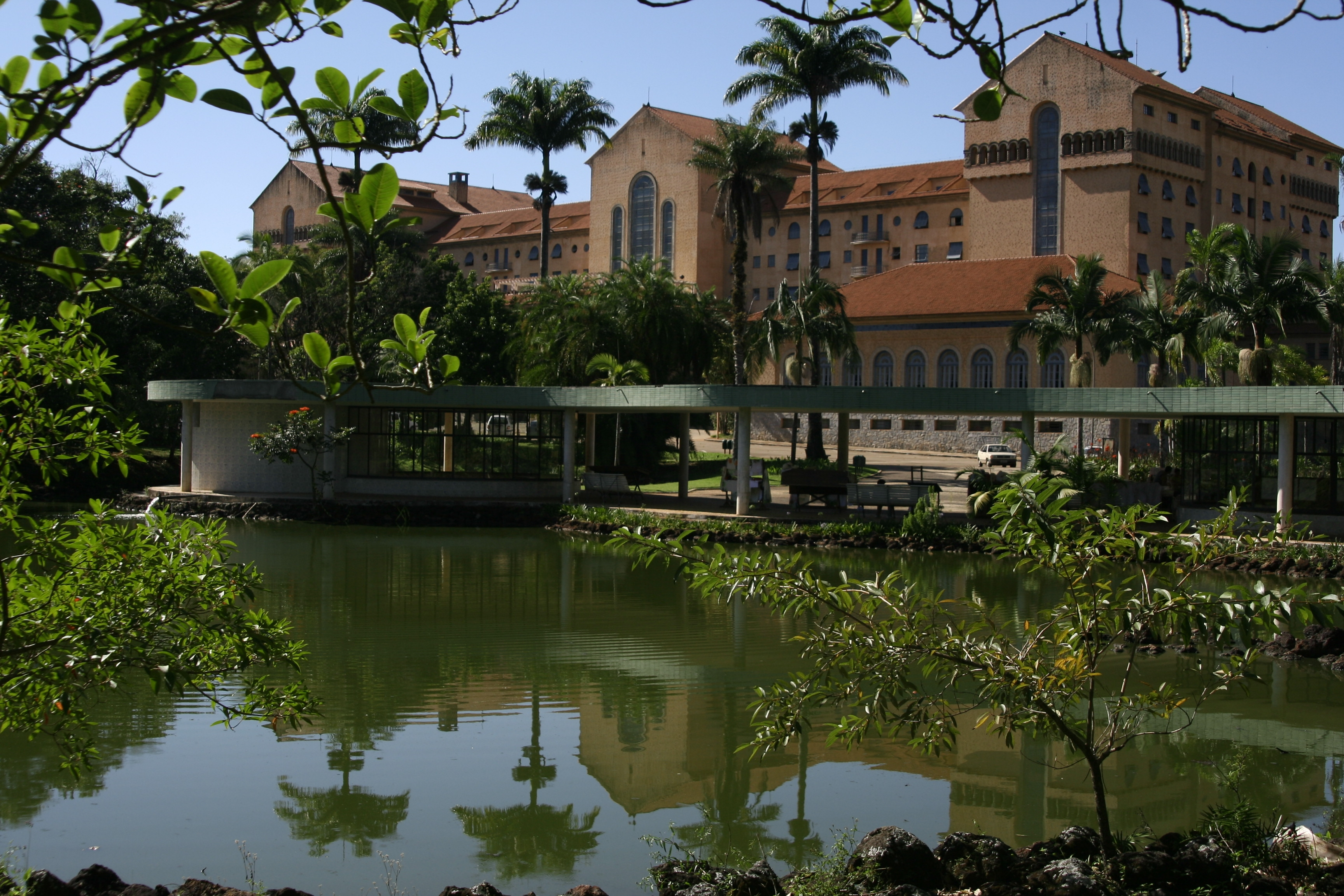
グランドホテル

観光業が発達しておりブラジルでも有数のホテルであるグランドホテルがある。
肥料の生産に不可欠なリン酸塩濃縮液の主要な生産地でもありブラジルで最大の単一の過リン酸塩製造プラントがある。
埋蔵量約4億6000万トン、現在の世界需要約500年分の需要を満たす世界最大のニオブ鉱山がある。

### 労働人口分布
- 農業、鉱山業：9,848人
- 重工業：11,923人
- 貿易流通：9,379人
- サービス業：25,345人

## リファレンス
1. 1 2  “Brazilian Institute of Geography and Statistics” (2018年). 2019年3月6日閲覧。 “2018 Estimates of Population”
2. ↑  Prefeitura de Araxá Archived December 21, 2008, at the Wayback Machine.